# STARLINGEAR
STARLINGEAR（スターリンギア）とは、シルバーアクセサリーのブランド。

## 概略
シルバーブランド。デザイナーはリック・マーヴェリック。
1972年4月17日、サンディエゴ生まれのリック・マーヴェリックはBMXのプロライダーとしても活躍していた17歳の時にエクストリーム系ブランド、バッド・ボーイからデザイナーとしてスカウトされ、ウェアーのデザインやパターンなどの依頼を受け、独学でデザインの才能を開花させる。その後もガンズ・アンド・ローゼス、ZZトップなどのCDジャケットやバンドロゴの制作を手がける。
SILVER界の巨匠『ガボール・ナギー』を師に持つ
そして油絵、グラフィックデザイン、インテリア、アルミアートなどマルチな想像力を表現するため、2000年にSTARLINGEARを発足。同時期にシークレットショールームをすべて自らのプロデュースのもと、LAのバーバンクにショップをオープン。2003年5月、東京の代官山にも路面店をオープンする。